# Cincloramphus
Cincloramphus är ett fågelsläkte i familjen gräsfåglar inom ordningen tättingar. Det omfattar tolv arter som förekommer från Filippinerna, Nya Guinea och Australien österut till Fiji:
- Sotgräsfågel (Cincloramphus cruralis)
- Whitemangräsfågel (Cincloramphus grosvenori)
- Newbritaingräsfågel (Cincloramphus rubiginosus)
- Timorgräsfågel (Cincloramphus bivittatus)
- Rostgumpad gräsfågel (Cincloramphus mathewsi)
- Rostgräsfågel (Cincloramphus timoriensis)
- Papuagräsfågel (Cincloramphus macrurus)
- Santogräsfågel (Cincloramphus whitneyi)
- Guadalcanalgräsfågel (Cincloramphus turipavae)
- Nyakaledoniengräsfågel (Cincloramphus mariei)
- Fijigräsfågel (Cincloramphus rufus)
- Bougainvillegräsfågel (Cincloramphus llaneae)

Släktet begränsades tidigare till arterna rostgumpad gräsfågel och sotgräsfågel, tidigare kallade rostlärksångare respektive brun lärksångare. Studier visade dock att de stod nära flera arter i Megalurus och Cincloramphus inkluderades sedermera i detta släkte. Ytterligare studier från 2018 där även DNA från släktena Buettikoferella och Megalurulus visar att dessa är nära släkt med Cincloramphus-arterna (som i sig inte är varandras närmaste släktingar) men mer avlägset från typarten i Megalurus, strimgräsfågeln. Eftersom Cincloramphus har prioritet återupprättades det släktesnamnet för hela gruppen.